# Fargoa bushiana
Fargoa bushiana är en snäckart som först beskrevs av Bartsch 1909.  Fargoa bushiana ingår i släktet Fargoa och familjen Pyramidellidae. Inga underarter finns listade i Catalogue of Life.